# Гандаш
Гандаш (Гандуш, Гандіш, Га-адда) (д/н — бл. 1726 до н. е.) — перший відомий вождь каситів близько 1741—1726 років до н. е.

## Життєпис
Вважається, що ім'я Гандаш індоарійське і, можливо, може просто означати «володар». Згадується в Вавилонському царському списку А та Синхронічному списку царів. Ймовірно, створив союз каситських племен або протодержавне утворення, можливо, також прийняв титул лугаля або енсі. Панував 16 років.
Можливо, вів війну з Самсу-ілуной, царем Вавилону. Напис Гандаша знайдена в Ніппурі, але сучасні дослідники сумніваються щоб касити досягли цього міста. Відповідний текст швидше за все відноситься до пізнього часу і є давньою підробкою. До 1729 року до н. е. вдалося оселитися в регіоні Євфрат, здійснивши успішні напади на регіон колишньої Марі й проти міста Терка.
Йому спадкував син Агум I.